# Stelis punoensis
Stelis punoensis är en orkidéart som beskrevs av Charles Schweinfurth. Stelis punoensis ingår i släktet Stelis och familjen orkidéer. Inga underarter finns listade i Catalogue of Life.